# David Morse
David Bowditch Morse (n. 11 octombrie 1953) este un actor, cântăreț, regizor și scenarist american. Este cunoscut în principal pentru rolurile sale din filmele Contact, The Green Mile, Disturbia, The Long Kiss Goodnight, The Crossing Guard, The Rock, Extreme Measures, 12 Monkeys, 16 Blocks, și Hounddog.
În 2006, Morse a avut un rol recursiv, detectivul Michael Tritter, în serialul american de dramă medicală House, rol pentru care a fost nominalizat la Premiul Emmy. El l-a mai portretizat pe George Washington în miniserialul HBO din 2008 John Adams, rol care i-a adus cea de-a doua nominalizare la Emmy.

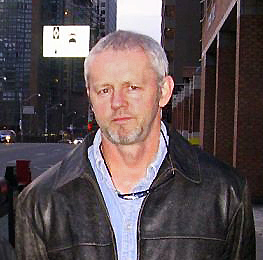
Morse în 2005

## Filmografie

### Film
| An   | Titlu                                    | Rol                       | Note |
| ---- | ---------------------------------------- | ------------------------- | --- |
| 1980 | Inside Moves                             | Jerry Maxwell             | |
| 1981 | Our Family Business                      | Phil                      | Film de televiziune |
| 1982 | Max Dugan Returns                        | Shoe Store Cop            | |
| 1983 | Prototype                                | Michael                   | Film de televiziune |
| 1984 | Shattered Vows                           | Father Tim                | Film de televiziune |
| 1985 | When Dreams Come True                    | Robert Wynton             | Film de televiziune |
| 1987 | Place at the Table                       |                           | Film de televiziune |
| 1987 | Personal Foul                            | Ben                       | |
| 1987 | Six Against the Rock                     | Marvin Hubbard            | Film de televiziune |
| 1987 | Downpayment on Murder                    | Det. Jackson              | Film de televiziune |
| 1988 | Winnie                                   | Thomas                    | Film de televiziune |
| 1989 | Brotherhood of the Rose                  | Chris / Remus             | Film de televiziune |
| 1989 | Cross of Fire                            | Klell Henry               | Film de televiziune |
| 1990 | Desperate Hours                          | Albert                    | |
| 1991 | Cry in the Wild: The Taking of Peggy Ann | Bicycle Pete              | Film de televiziune |
| 1991 | The Indian Runner                        | Joe Roberts               | |
| 1992 | Dead Ahead: The Exxon Valdez Disaster    | Rick Steiner              | Film de televiziune |
| 1993 | Miracle on Interstate 880                | Dr. Jim Betts             | Film de televiziune |
| 1993 | The Good Son                             | Jack Evans                | |
| 1994 | The Getaway                              | Jim "Deer" Jackson        | |
| 1994 | Magic Kid II                             | Jack                      | |
| 1995 | The Taming Power of the Small            |                           | |
| 1995 | The Langoliers                           | Captain Brian Engle       | Film de televiziune |
| 1995 | Tecumseh: The Last Warrior               | Galloway                  | Film de televiziune |
| 1995 | The Crossing Guard                       | John Booth                | Nominalizare – Best Supporting Male at the Independent Spirit Awards                                                                    |
| 1995 | 12 Monkeys                               | Dr. Peters                | |
| 1996 | The Rock                                 | Major Tom Baxter          | |
| 1996 | Extreme Measures                         | FBI Agent Frank Hare      | |
| 1996 | The Long Kiss Goodnight                  | Luke / Daedalus           | |
| 1997 | George B                                 | George                    | |
| 1997 | Murder Live!                             | Frank McGrath             | Film de televiziune |
| 1997 | Contact                                  | Ted Arroway               | |
| 1998 | The Legend of Pig Eye                    |                           | |
| 1998 | The Negotiator                           | Adam Beck                 | |
| 1999 | Crazy in Alabama                         | Dove Bullis               | |
| 1999 | The Green Mile                           | Brutus "Brutal" Howell    | Nominalizare – Screen Actors Guild Award for Outstanding Performance by a Cast in a Motion Picture                                      |
| 2000 | Bait                                     | Edgar Clenteen            | |
| 2000 | Dancer in the Dark                       | Bill Houston              | |
| 2000 | Proof of Life                            | Peter Bowman              | |
| 2001 | Diary of a City Priest                   | Father John McNamee       | |
| 2001 | Hearts in Atlantis                       | Adult Bobby Garfield      | |
| 2002 | The Slaughter Rule                       | Gideon "Gid" Ferguson     | |
| 2002 | Double Vision                            | Kevin Richter             | Nominalizare – Best Supporting Actor at the Golden Horse Film Festival                                                                  |
| 2005 | Down in the Valley                       | Wade                      | |
| 2005 | Nearing Grace                            | Shep Nearing              | |
| 2005 | Dreamer: Inspired by a True Story        | Palmer                    | |
| 2006 | A.W.O.L.                                 | Major Cliff Marquette     | |
| 2006 | 16 Blocks                                | Det. Frank Nugent         | |
| 2007 | Hounddog                                 | Lou                       | |
| 2007 | Disturbia                                | Robert Turner             | |
| 2008 | Passengers                               | Arkin                     | |
| 2009 | The Hurt Locker                          | Colonel Reed              | Gotham Independent Film Award for Best Ensemble Cast WAFCA Award for Best Ensemble                                                      |
| 2010 | Mother and Child                         | Tom                       | |
| 2010 | Shanghai                                 | Richard Astor             | |
| 2010 | Mint Julep                               | Karl                      | |
| 2010 | The Pond                                 | Adam 11                   | Film scurt |
| 2011 | Drive Angry                              | Webster                   | |
| 2011 | Winter in the Blood                      | Airplane Man              | |
| 2011 | Collaborator                             | Gus Williams              | Karlovy Vary International Film Festival Award for Best Actor Nominalizare – Best Actor in a Leading Role at the Canadian Screen Awards |
| 2012 | The Odd Life of Timothy Green            | James "Big Jim" Green Sr. | |
| 2012 | Yellow                                   | Psiholog                  | |
| 2013 | Horns                                    |                           | |
| 2013 | McCanick                                 | Eugene "Mack" McCanick    | Producător |
| 2013 | World War Z                              | Ex-CIA Agent              | |
| 2015 | The Boy                                  | Actor                     | Post-producție |

### Televiziune
| An        | Titlu                                     | Rol                          | Note |
| --------- | ----------------------------------------- | ---------------------------- | --- |
| 1981      | Nurse                                     | Kevin Mallory                | Episodul: "Equal Opportunity" |
| 1982–1988 | St. Elsewhere                             | Dr. Jack Morrison            | 137 de episoade A regizat episodul: "A Coupla White Dummies Sitting Around Talking" "Handoff" |
| 1987      | Friday the 13th: The Series               |                              | A regizat și scenarizat episodul: "A Friend to the End" |
| 1987      | Knowzone                                  | Host                         | 13 episoade |
| 1989      | Midnight Caller                           | Chandler                     | Episodul: "Wait Until Midnight" |
| 1992      | The Hat Squad                             |                              | Episodul: "Frankie Stein" |
| 1992      | Tales from the Crypt                      | Tom McMurdo                  | Episodul: "Showdown" |
| 1992      | Reasonable Doubts                         | Edward Durrell               | Episodul: "Moment of Doubt" |
| 1993      | Big Wave Dave's                           | Dave Bell                    | 6 episoade |
| 1993      | SeaQuest DSV                              | Lenny Sutter                 | Episodul: "SeaWest" |
| 1995      | Homicide: Life on the Street              | Jim Bayliss                  | Episodul: "Colors" |
| 1995      | Action Man                                | Voci                         | |
| 1995      | The New Adventures of Madeline            | Pepito                       | Voce |
| 1998      | Stories from My Childhood                 | Voices                       | 2 episoade |
| 2001      | Abraham and Mary Lincoln: A House Divided | Abraham Lincoln              | Voce |
| 2002–2004 | Hack                                      | Mike Olshansky               | 40 de episoade A scenarizat episodul: "Gone" |
| 2006–2007 | House                                     | Det. Michael Tritter         | 6 episoade |
| 2008      | John Adams                                | George Washington            | 4 episoade Nominalizare – Primetime Emmy Award for Outstanding Supporting Actor in a Miniseries or a Movie Nominalizare – Monte-Carlo Television Festival for Outstanding Actor in a Mini Series |
| 2009      | Medium                                    | Douglas Lydecker             | 3 episoade |
| 2009      | Empire State                              | James Cochrane               | Episodul: "Pilot" |
| 2010–2013 | Treme                                     | NOPD Lt. Terry Colson        | 31 de episoade |
| 2011      | Lights Out                                | Jerry "The Rainmaker" Raines | 1 episode |
| 2012      | Victory in Defeat                         | Douglas MacArthur            | Serial japonez |
| 2012      | Robot Chicken                             | Robin Hood The Lorax         | Voce Episodul: "Butchered in Burbank" |
| 2014      | Untitled Wall Street Project              | Conklin                      | CBS, Pilot |
| 2015      | The Gettysburg Address                    | Abraham Lincoln              | Documentar, voce |

### Scenă
| An        | Titlu                                       | Rol                   | Note |
| --------- | ------------------------------------------- | --------------------- | --- |
| 1981      | Threads                                     | Nub                   | Circle Theatre |
| 1995      | On the Waterfront                           | Father Barry          | |
| 1997–1998 | How I Learned to Drive                      | Uncle Peck            | Century Center for the Performing Arts Lucille Lortel Award for Outstanding Actor Drama Desk Award for Outstanding Actor Obie Award for Best Performance Nominalizare—Outer Critics Circle Award for Outstanding Actor |
| 2007–2008 | The Seafarer                                | James "Sharky" Harkin | |
| 2013      | The Unavoidable Disappearance of Tom Durnin | Tom Durnin            | Laura Pels Theatre |